# 先生、私の隣に座っていただけませんか?
『先生、私の隣に座っていただけませんか?』（せんせい となりにすわっていただけませんか?）は、2021年9月10日に公開の日本映画。監督・脚本は堀江貴大、主演は黒木華と柄本佑。

## 概要
カルチュア・エンタテインメントと蔦屋書店が主催する次世代のクリエイター発掘のためのコンペティション「TSUTAYA CREATORS' PROGRAM FILM 2018」で準グランプリを獲得した『先生、隣に座って頂けませんか?（仮）』を基に映画化。

## あらすじ
早川佐和子は人気漫画家で、夫の早川俊夫も漫画家だが、夫はスランプ気味。双方の担当編集者の千佳は俊夫と不倫している。そのことに佐和子は気づいている。新しい漫画のネームにとりかかった佐和子。その漫画は俊夫の不倫について描かれていた。そのネームを盗み見た俊夫は不倫がバレたのかと心配になる。また漫画には自動車教習所へ通っている佐和子が若い教官と恋に落ちる様子も描かれていた。漫画の内容に困惑する俊夫。無事に免許を取得できた佐和子は行方不明になる。

## キャスト
- 早川佐和子：黒木華
- 早川俊夫：柄本佑
- 新谷歩：金子大地[5][6]
- 桜田千佳：奈緒[5][6]
- 下條真由美：風吹ジュン[5][6]

## スタッフ
- 脚本・監督：堀江貴大
- 劇中漫画：アラタアキ、鳥飼茜[7]
- 音楽：渡邊琢磨
- 主題歌：eill「プラスティック・ラブ」[8]
- 製作：中西一雄、小西啓介、鳥羽乾二郎、久保田修
- プロデューサー：小室直子、村山えりか
- スーパーバイジング・プロデューサー：久保田修
- ライン・プロデューサー：原田文宏
- 撮影：平野礼
- 照明：川邉隆之
- 美術：布部雅人、春日日向子
- 装飾：加々本麻未
- 録音：加藤大和（J.S.A.）
- 編集：佐藤崇
- 衣裳：宮本茉莉
- ヘアメイク：外丸愛
- 助監督：成瀬朋一
- 制作担当：仙田麻子
- 宣伝プロデューサー：鶴田菜生子
- 配給・宣伝：ハピネットファントム・スタジオ
- 制作プロダクション：C&Iエンタテインメント
- 製作幹事：カルチュア・エンタテインメント
- 製作：「先生、私の隣に座っていただけませんか?」製作委員会（カルチュア・エンタテインメント、ハピネットファントム・スタジオ、日活、C&Iエンタテインメント）